# Cristiano Alberto di Holstein-Gottorp
Cristiano Alberto di Holstein-Gottorp (Gottorp, 13 febbraio 1641 – Gottorp, 6 gennaio 1695) è stato un vescovo luterano tedesco, duca di Holstein-Gottorp e principe vescovo di Lubecca.

## Biografia
Cristiano Alberto era figlio del duca Federico III di Holstein-Gottorp, e di sua moglie, la principessa Maria Elisabetta di Sassonia. Cristiano Alberto divenne duca quando il padre morì durante una battaglia al Castello di Tönning, assediato dal re danese.
Cristiano Alberto fu costretto all'esilio e ad una vita di guerre con la Danimarca. Solo il matrimonio con la figlia del re danese Federico III, consentì di concludere una pace, non affossando comunque la questione del Ducato. Durante il regno di Cristiano Alberto, infatti, erano state tessute strette alleanze con la Svezia, secolare nemica della Danimarca, alla quale aveva chiesto protezione.
Dal 1675 al 1689 Cristiano Alberto visse in esilio ad Amburgo. Comunque, con l'aiuto dell'Imperatore del Sacro Romano Impero e degli alleati europei, costrinse il Re di Danimarca a firmare il cosiddetto Altonaer Vergleich, il quale lo riabilitava nella sua posizione al trono.
Il 5 ottobre 1665 fondò l'Università di Kiel. Nel 1678 prese parte alla fondazione del Teatro di Amburgo.

## Matrimonio e figli

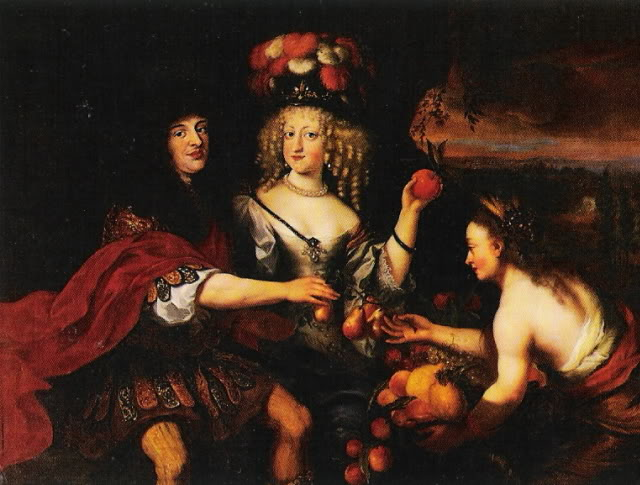
Il duca e sua moglie Federica Amelia.

Il 24 ottobre 1667 sposò la principessa Federica Amalia di Danimarca, figlia del Re Federico III di Danimarca e di Sofia Amelia di Brunswick e Lüneburg.
- Sofia Amalia (19 gennaio 1670–27 febbraio 1710), sposò il principe Augusto Guglielmo di Brunswick-Wolfenbüttel, non ebbero figli;
- Federico IV di Holstein-Gottorp (18 ottobre 1671–19 luglio 1702);
- Cristiano Augusto di Holstein-Gottorp (11 gennaio 1673–24 aprile 1726);
- Maria Elisabetta (21 marzo 1678–17 luglio 1755), Badessa di Quedlinburg.

## Morte
Morì il 6 gennaio 1695.

## Ascendenza
|                                       |                         |                                     | Genitori                          |  |  | Nonni |  |  | Bisnonni                   |  |  | Trisnonni               |  |
|                                       |                         |                                     |                                   |  |  |       |  |  | Adolfo di Holstein-Gottorp |  |  | Federico I di Danimarca |  |
|                                       |                         |                                     |                                   |  |  |       |  |  | Adolfo di Holstein-Gottorp |  |  | Federico I di Danimarca |  |
|                                       |                         | Sofia di Pomerania                  |                                   |  |  |       |  |  | Adolfo di Holstein-Gottorp |  |  |                         |  |
| Giovanni Adolfo di Holstein-Gottorp   |                         |                                     |                                   |  |  |       |  |  | Adolfo di Holstein-Gottorp |  |  |                         |  |
|                                       |                         | Cristina d'Assia                    | Filippo I d'Assia                 |  |  |       |  |  |                            |  |  |                         |  |
|                                       |                         | Cristina d'Assia                    | Filippo I d'Assia                 |  |  |       |  |  |                            |  |  |                         |  |
|                                       |                         | Cristina d'Assia                    | Cristina di Sassonia              |  |  |       |  |  |                            |  |  |                         |  |
| Federico III di Holstein-Gottorp      |                         | Cristina d'Assia                    |                                   |  |  |       |  |  |                            |  |  |                         |  |
|                                       |                         | Federico II di Danimarca            | Cristiano III di Danimarca        |  |  |       |  |  |                            |  |  |                         |  |
|                                       |                         | Federico II di Danimarca            | Cristiano III di Danimarca        |  |  |       |  |  |                            |  |  |                         |  |
|                                       |                         | Federico II di Danimarca            | Dorotea di Sassonia-Lauenburg     |  |  |       |  |  |                            |  |  |                         |  |
| Augusta di Danimarca                  |                         | Federico II di Danimarca            |                                   |  |  |       |  |  |                            |  |  |                         |  |
|                                       |                         | Sofia di Meclemburgo-Güstrow        | Ulrico III di Meclemburgo-Güstrow |  |  |       |  |  |                            |  |  |                         |  |
|                                       |                         | Sofia di Meclemburgo-Güstrow        | Ulrico III di Meclemburgo-Güstrow |  |  |       |  |  |                            |  |  |                         |  |
|                                       |                         | Sofia di Meclemburgo-Güstrow        | Elisabetta di Danimarca           |  |  |       |  |  |                            |  |  |                         |  |
| Cristiano Alberto di Holstein-Gottorp |                         | Sofia di Meclemburgo-Güstrow        |                                   |  |  |       |  |  |                            |  |  |                         |  |
|                                       | Cristiano I di Sassonia | Augusto I di Sassonia               |                                   |  |  |       |  |  |                            |  |  |                         |  |
|                                       | Cristiano I di Sassonia | Augusto I di Sassonia               |                                   |  |  |       |  |  |                            |  |  |                         |  |
|                                       | Cristiano I di Sassonia | Anna di Danimarca                   |                                   |  |  |       |  |  |                            |  |  |                         |  |
| Giovanni Giorgio I di Sassonia        | Cristiano I di Sassonia |                                     |                                   |  |  |       |  |  |                            |  |  |                         |  |
|                                       |                         | Sofia di Brandeburgo                | Giovanni Giorgio di Brandeburgo   |  |  |       |  |  |                            |  |  |                         |  |
|                                       |                         | Sofia di Brandeburgo                | Giovanni Giorgio di Brandeburgo   |  |  |       |  |  |                            |  |  |                         |  |
|                                       |                         | Sofia di Brandeburgo                | Sabina di Brandeburgo-Ansbach     |  |  |       |  |  |                            |  |  |                         |  |
| Maria Elisabetta di Sassonia          |                         | Sofia di Brandeburgo                |                                   |  |  |       |  |  |                            |  |  |                         |  |
|                                       |                         | Alberto Federico di Prussia         | Alberto I di Prussia              |  |  |       |  |  |                            |  |  |                         |  |
|                                       |                         | Alberto Federico di Prussia         | Alberto I di Prussia              |  |  |       |  |  |                            |  |  |                         |  |
|                                       |                         | Alberto Federico di Prussia         | Anna Maria di Brunswick-Lüneburg  |  |  |       |  |  |                            |  |  |                         |  |
| Maddalena Sibilla di Hohenzollern     |                         | Alberto Federico di Prussia         |                                   |  |  |       |  |  |                            |  |  |                         |  |
|                                       |                         | Maria Eleonora di Jülich-Kleve-Berg | Guglielmo di Jülich-Kleve-Berg    |  |  |       |  |  |                            |  |  |                         |  |
|                                       |                         | Maria Eleonora di Jülich-Kleve-Berg | Guglielmo di Jülich-Kleve-Berg    |  |  |       |  |  |                            |  |  |                         |  |
|                                       |                         | Maria Eleonora di Jülich-Kleve-Berg | Maria d'Asburgo                   |  |  |       |  |  |                            |  |  |                         |  |
|                                       |                         | Maria Eleonora di Jülich-Kleve-Berg |                                   |  |  |       |  |  |                            |  |  |                         |  |